# Die vernünftigen Tadlerinnen

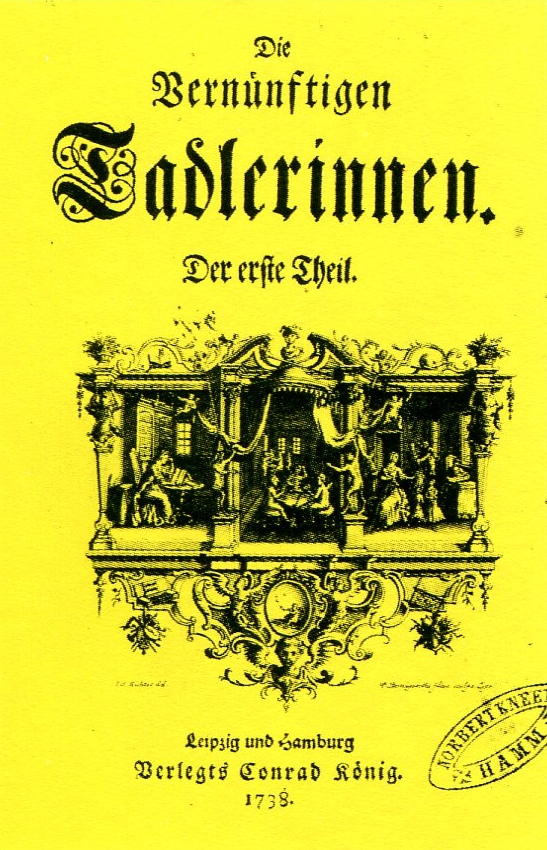
Die Vernünftigen Tadlerinnen, Neuauflage 1738

Die Vernünftigen Tadlerinnen war die erste deutsche Frauenzeitschrift. Sie wurde von Johann Christoph Gottsched von 1725 bis 1727 herausgegeben.

## Geschichte
1725 erschien die erste Ausgabe der Vernünftigen Tadlerinnen in Leipzig. Herausgeber waren Johann Christoph Gottsched, Johann Georg Hamann und Johann Friedrich May. Sie schrieben unter den Pseudonymen Calliste, Iris und Phyllis als angebliche Frauen. Die beiden letztgenannten schieden bald aus der Redaktion aus, da sie mit einigen Artikeln in der Zeitschrift nicht einverstanden waren. Als weibliche Autorinnen sind Christiana Mariana von Ziegler und Mariane Elisabeth von Bressler bekannt, deren Texte ebenfalls unter Pseudonym erschienen. Weitere Autor/innen konnten bisher nicht identifiziert werden.
Die Zeitschrift stellte 1727 mit dem zweiten Band ihr Erscheinen ein. Johann Christoph Gottsched erklärte in der letzten Ausgabe, dass ein Mann der Hauptherausgeber gewesen sei. Seine persönliche Autorschaft enthüllte er erst 1735.
1738 und 1748 erschienen erweiterte Neuauflagen, in letzterer verfasste auch Luise Gottsched einige Artikel.

## Inhalt
Die Vernünftigen Tadlerinnen verstanden sich als Moralische Wochenschrift und Erbauungszeitschrift, die sich vor allem an weibliche Leserinnen wandte. Diese sollten ermutigt werden, sich mehr mit Bildung, Literatur und Wissenschaften zu beschäftigen, was in dieser Zeit als anstößig galt. Es gab Texte über verschiedenste Bereiche des Wissens, über Literatur und Philosophie. Ein Schwerpunkt war auch der wiederholte Aufruf zu einem bewussten, qualitätsvollen Gebrauch der deutschen Sprache, vor allem ohne französische Fremdwörter. Ein weiterer Schwerpunkt war eine oft harsche Kritik an einzelnen Männern in Leipzig, vor allem aus dem Universitätsbereich. Auch unzüchtige Studenten wurden angeprangert, die junge Frauen verführten. Außerdem gab es Gedichte und Texte zu weiteren Themen.

## Wirkung
Die vernünftigen Tadlerinnen erzielten eine erhebliche Resonanz und führten wahrscheinlich tatsächlich zu stärkeren Bestrebungen von Frauen nach Bildung sowie zu deren besserer gesellschaftlicher Akzeptanz. Sie wurde von einigen Gegnern kritisiert, vor allem von Johann Jacob Bodmer, der mehrere Artikel gegen sie publizierte.
Mit der offensiven Verwendung geschlechtergerechter Sprache gilt die Zeitschrift als frühes Beispiel für das Gendern im deutschen Sprachraum.